# Kazuya Miyahara
Kazuya Miyahara (født 22. marts 1996) er en japansk fodboldspiller, som spiller for den japanske fodboldklub Nagoya Grampus.